# Causse de Saint-Chels
Le Causse de Saint-Chels aussi appelé Causse de Cajarc est un causse français situé au sud-ouest du Massif central. Il fait partie des Causses du Quercy.

## Géographie

### Situation
Ce causse est situé à l'est de Cahors dans le département du Lot.
Il est délimité par les vallées du Lot et du Célé qui se rejoignent à son extrémité ouest. Il est entouré par les régions naturelles suivantes :
- au nord par la vallée du Célé et par le causse de Gramat ;
- au sud par la vallée du Lot puis par le causse de Limogne ;
- à l'est par la bande fertile de la Limargue.

### Les communes du Causse de Saint-Chels
La majorité des communes qui couvrent le Causse de Saint-Chels ont leur chef-lieu dans les vallées du Lot ou du Célé et s'étendent sur des régions voisines. Seules quelques-unes d’entre elles sont entièrement caussenardes : Carayac, Faycelles, Gréalou et Saint-Chels qui a donné son nom au causse.
| - Béduer - Brengues - Cabrerets - Cadrieu - Cajarc - Carayac - Cénevières - Corn - Faycelles | - Figeac - Frontenac - Gréalou - Larnagol - Larroque-Toirac - Marcilhac-sur-Célé - Montbrun | - Saint-Chels - Saint-Cirq-Lapopie - Saint-Martin-Labouval - Saint-Pierre-Toirac - Saint-sulpice - Sauliac-sur-Célé - Tour-de-Faure |

## Patrimoine
- Château de Condat
- Château de l'Arnagol
- Château de Larroque-Toirac
- Château de Montbrun
- Château du diable
- Ancienne abbaye de Marcillac-sur-Célé
- Dolmens près du Mas de la Borie
- Dolmen près de Marcillac sur Célé

Dolmen près de Gréalou
Fontaine de la Pescalerie
- Pech Laglaire
- Moulin à vent du Pech Granat